# Bob Peck
Robert "Bob" Peck, född 23 augusti 1945 i Leeds, West Yorkshire, död 4 april 1999 i London, var en brittisk skådespelare. Han medverkade bland annat i Jurassic Park (1993).

## Filmografi (urval)
- 1986 – Den svarta blomman (TV-serie) (Edge of Darkness)
- 1989 – Enda utvägen
- 1990 – Flugornas herre
- 1991 – I drakens fälla
- 1992 – Mord och förbannad lögn
- 1993 – Jurassic Park
- 1994 - Hard Times (miniserie)
- 1996 – Min älskade Picasso
- 1997 – Fröken Smillas känsla för snö
- 1998 – Blomsterkronan